# Torsten van Jaarsveld
Pour les articles homonymes, voir Van Jaarsveld.

a Compétitions nationales et continentales officielles uniquement.

b Matchs officiels uniquement.
Dernière mise à jour le 7 mars 2025.
Torsten van Jaarsveld, né le 30 juin 1987 à Windhoek (Namibie), est un joueur international namibien de rugby à XV jouant essentiellement au poste de talonneur. Il a évolué durant quatre saisons avec la franchise sud-africaine des Cheetahs en Super Rugby, puis Pro14 avant de rejoindre en 2018, le club de l'Aviron bayonnais en Pro D2, puis le Stade montois en 2023.

## Carrière

### En club
Torsten van Jaarsveld a commencé sa carrière professionnelle en 2008 avec l'équipe des Pumas en Vodacom Cup et en Currie Cup.
En 2013, il rejoint les Free State Cheetahs en Currie Cup et les Cheetahs en Super Rugby. S'il n'est pas utilisé lors de sa première saison de Super Rugby, il devient par la suite un cadre de son équipe, et il tient parfois le rôle de capitaine,. Il devient également le capitaine des Free State Cheetahs en 2014.
En 2017, la franchise des Cheetahs est exclue du Super Rugby pour des raisons économiques et pour un manque de résultats, et rejoint dans la foulée le Pro14. Van Jaarsveld reste alors fidèle à son équipe et dispute donc leur saison inaugurale dans ce championnat, tenant le rôle de vice-capitaine derrière François Venter.
En avril 2018, il est annoncé qu'il rejoindra le club français de l'Aviron bayonnais en Pro D2, pour une durée de deux saisons à compter de la saison 2018-2019. Le transfert est ensuite confirmé et il est présenté aux médias en juillet 2018.
Début octobre 2023, étant désormais libre depuis son départ de l'Aviron bayonnais à l'issue de la saison 2022-2023, il est recruté par le Stade montois en Pro D2 en tant que joker médical. En janvier 2024, il prolonge son engagement jusqu'à la fin de saison. Il quitte ensuite le club en juin 2024, à l'issue de son contrat.
Sans contrat professionnel depuis la fin de sa saison à Mont-de-Marsan, il est recruté en novembre 2024 par son ancienne équipe de Bayonne, en tant que joker médical de Vincent Giudicelli,.

### En équipe nationale
Torsten van Jaarsveld est appelé pour la première fois avec l'équipe de Namibie en octobre 2014. Il obtient sa première cape internationale le 29 octobre 2014 à l'occasion d'un test-match contre l'équipe d'Allemagne à Windhoek.
Il fait partie du groupe namibien choisi par Phil Davies pour participer à la coupe du monde 2015 en Angleterre. Il dispute quatre matchs de cette compétition, contre la Nouvelle-Zélande, les Tonga,  l'Argentine et la Géorgie.
En septembre 2019, il retenu par le sélectionneur Phil Davies pour disputer la coupe du monde au Japon. Il joue deux rencontres lors de la compétition, face à l'Italie et la Nouvelle-Zélande.
En août 2023, il est sélectionné pour participer à la Coupe du monde 2023, se déroulant en France. Il joue trois matchs lors de la compétition, tous en tant que titulaire

## Statistiques en équipe nationale
- 19 sélections
- 15 points (3 essais)
- Participations à la Coupe du monde en 2015 (4 matchs), en 2019 (2 matchs) et en 2023 (3 matchs).

## Palmarès
- Vainqueur du Championnat de France de 2e division en 2019 et 2022 avec l'Aviron bayonnais.